# Proteste in Mauritania del 2011-2012
Le proteste in Mauritania del 2011-2012 si inseriscono nel contesto delle coeve proteste nel mondo arabo.
A gennaio un uomo di 43 anni, Yacoub Ould Dahoud, si immola nella capitale del paese Nouakchott davanti al Senato, per protestare contro il regime del generale Mohamed Ould Abdel Aziz e, in particolare contro la discriminazione nei confronti della sua tribù.
 Abdel Aziz, quarto presidente della Repubblica Islamica della Mauritania, comanda il paese da quando si pose a capo di un colpo di Stato che lo portò al potere nell'agosto del 2008.
Qualche giorno dopo, il 24 gennaio, un uomo di origini senegalesi, che lavorava presso la locale ambasciata senegalese, si è suicidato a Nouakchott all'interno di uno stadio di calcio. Entrambi i casi sarebbero forme di protesta contro il governo per i problemi del carovita e delle precarie condizioni economiche in cui versano gli abitanti del paese.